# Bei Pichler stimmt die Kasse nicht
Bei Pichler stimmt die Kasse nicht ist ein deutsches Filmlustspiel aus dem Jahre 1961. Unter der Regie von Hans Quest spielen Theo Lingen und Georg Thomalla die Hauptrollen.

## Handlung
Irgendwo in der deutschen Provinz: Buchhalter Vittgers ist in die Tochter seines Vorgesetzten, des übergenauen Oberbuchhalters Pichler, verliebt, weshalb er sich gegenüber seinem vorgesehenen Schwiegervater recht duckmäuserisch verhält. Pichler soll dem Chef seiner Firma, in Wahrheit ein abgefeimter Betrüger, die Lohngelder für eine geschäftliche Transaktion aushändigen. Anneliese Pichler bringt ihrem Vater das vergessene Frühstück, bei einem leidenschaftlichen Kuss mit Vittgers fällt das Paket mit den Lohngeldern in den Papierkorb, während das Frühstück von Herrn Pichler an den Chef ausgehändigt wird. Gleich im Anschluss daran macht sich der Chef auf und davon. Pichler bemerkt dies und will seinem Chef sofort mit den zurückgebliebenen Lohngeldern nach Hamburg nachreisen. Mit im Schlepptau hat er seinen untergebenen Kollegen, Buchhalter Vittgers.
Der „Sündenpfuhl“ der Großstadt mit seinen Verlockungen aller Arten macht die beiden sonst so vorsichtigen Zahlenjongleure mehr als leichtsinnig und sie hauen so einiges von den betreuten Geldern in einem Anflug von Lebensfreude auf den Kopf. Erst Pichlers Tochter Anneliese, die den beiden Männern nachgereist ist, kann Schlimmeres verhindern und rettet den Rest des Geldes vor Gaunern und leichten Damen. Inzwischen hat die Firmenleitung herausgefunden, dass Härtel sich mit den Lohngeldern der Zentrale sowie sämtlicher Filialen nach Übersee abgesetzt hat und man ihm nicht habhaft werden kann. Da somit auch das Geld aus Pichlers Filiale in den Händen Härtels vermutet wird, bleibt dem Oberbuchhalter die Peinlichkeit erspart, über die unter anderem beim illegalen Glücksspiel verlorenen Gelder Rechenschaft ablegen zu müssen. Überdies ernennt die Hamburger Zentrale Pichler zum neuen Direktor der Filiale, Pichler selber macht Vittgers zum Oberbuchhalter, bestimmt aber, dass beide von ihren erhöhten Gehältern die Fehlbeträge nach und nach ausgleichen. Zudem stimmt Pichler der Heirat Vittgers mit seiner Tochter zu.

## Produktionsnotizen
Die Dreharbeiten zu Bei Pichler stimmt die Kasse nicht begannen am 27. März 1961 in den Real-Film-Studios in Hamburg-Tonndorf und endeten im darauf folgenden Monat. Der Film wurde am 19. Mai 1961 uraufgeführt.
Hermann Höhn hatte die Herstellungsleitung, Karl Junge die Produktionsleitung. Die Bauten stammen aus den Händen von Herbert Kirchhoff und Albrecht Becker, die Kostüme entwarfen Erna Sander und Gudrun Hildebrandt. Werner Schlagge sorgte für den guten Ton.
Fita Benkhoff spielte hier, wie so oft in ihrer Filmkarriere, Theo Lingens Ehefrau.

## Weitere Verfilmungen
Bei Pichler stimmt die Kasse nicht, nach einer Vorlage von Alfred Polgar entstanden, war bereits die zweite Verfilmung dieses Stoffs. 1931 drehte Fritz Kortner die Geschichte unter dem Titel Der brave Sünder mit Max Pallenberg und Heinz Rühmann. Jean-Pierre Mocky wiederum inszenierte 1965 in französisch-deutscher Gemeinschaftsproduktion ein Remake unter dem Titel Geld oder Leben, erneut mit Rühmann, der diesmal Fernandel zum Partner hatte.

## Kritiken
„Diese Geschichte von den beiden Buchhaltern aus der Provinz, die gegen jede Absicht auf Abwege geraten, geht auf ein Lustspiel des berühmten Theatermannes Alfred Polgar zurück. Was er mit spitzer Feder schrieb, wurde für das Drehbuch, nach dem Hans Quest Regie führte, offenbar mit einem ziemlich stumpfen Rotstift bearbeitet. Trotzdem kann man nicht rundheraus böse sein, denn Theo Lingen und Georg Thomalla lassen einem dazu keine Zeit. Sie werden mit jeder ‚Klamotte‘ überlegen fertig und haben dabei Partnerinnen wie Ruth Stephan und Edith Hancke. Diese Namen allein sind schon ein Programm.“

Im Lexikon des Internationalen Films heißt es: „Filmschwank ohne weiterreichende Ambitionen.“